# Cirque de Tarragone
 (mai 2010).
Si vous disposez d'ouvrages ou d'articles de référence ou si vous connaissez des sites web de qualité traitant du thème abordé ici, merci de compléter l'article en donnant les références utiles à sa vérifiabilité et en les liant à la section « Notes et références ».
Le cirque de Tarragone est un cirque romain construit à la fin du Ier siècle, sous le règne de Domitien, dans la ville de Tarraco, l'actuelle Tarragone, capitale de la province romaine Hispania Citerior Tarraconensis en Espagne.
C'était l'édifice où se déroulaient les courses de chevaux et de chars. Il était situé entre la Via Augusta et le forum de la province. Sa forme était allongée et mesurait 325 mètres de longueur et 115 mètres de largeur, pour une capacité d'environ 24 000 spectateurs.
Il présente la particularité d'avoir été édifié à l'intérieur de la ville, fait qui lui donne par conséquent des caractéristiques architecturales très particulières. Il est considéré comme l'un des cirques les mieux conservés d'Occident, bien qu'une partie de sa structure reste cachée sous d'anciens édifices du XIXe siècle.
Le cirque de Tarragone est l'un des éléments de l'« ensemble archéologique de Tarragone », inscrit sur la liste du patrimoine mondial par l'UNESCO, sous l'identification 875-004.

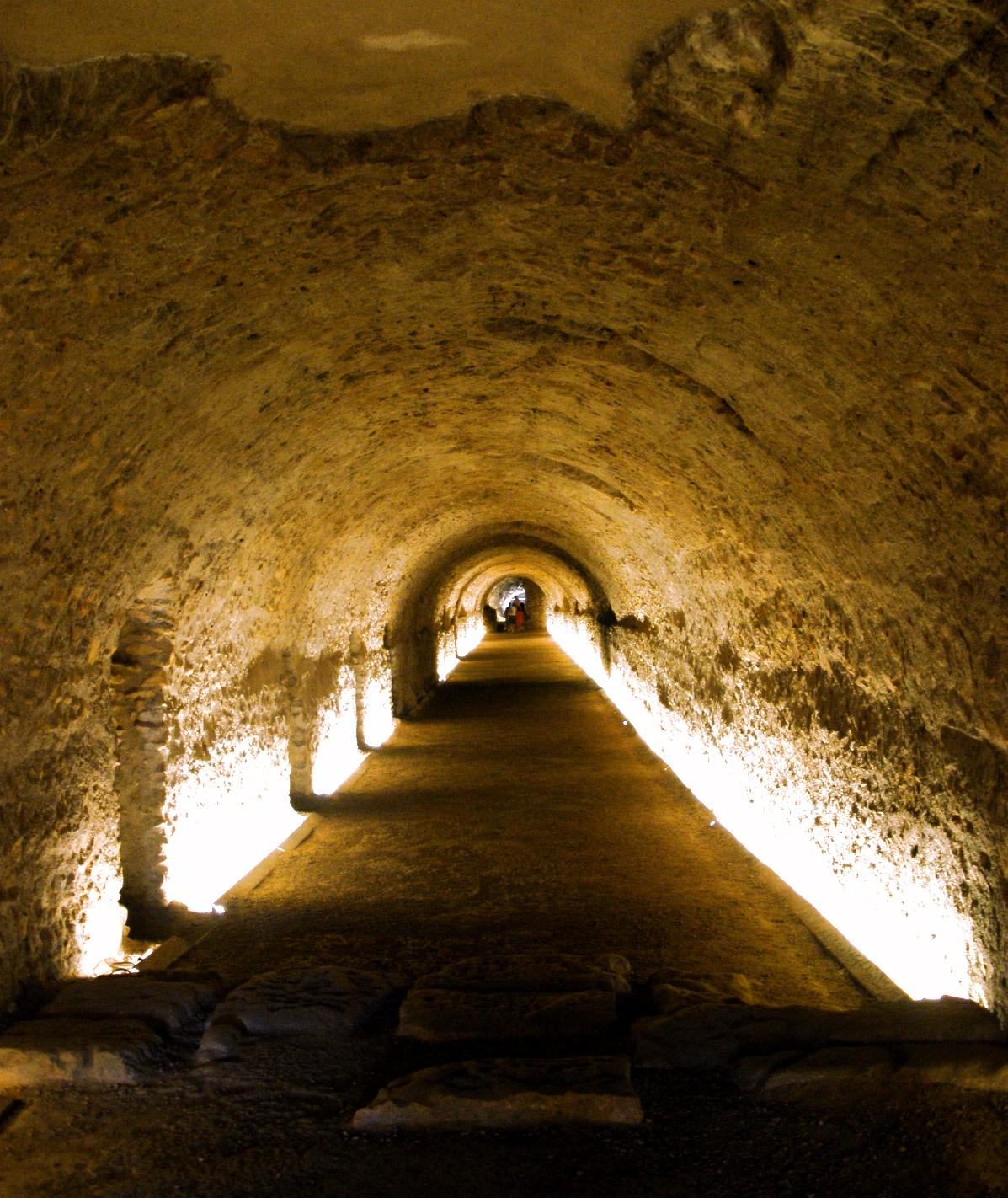
Vue intérieure.
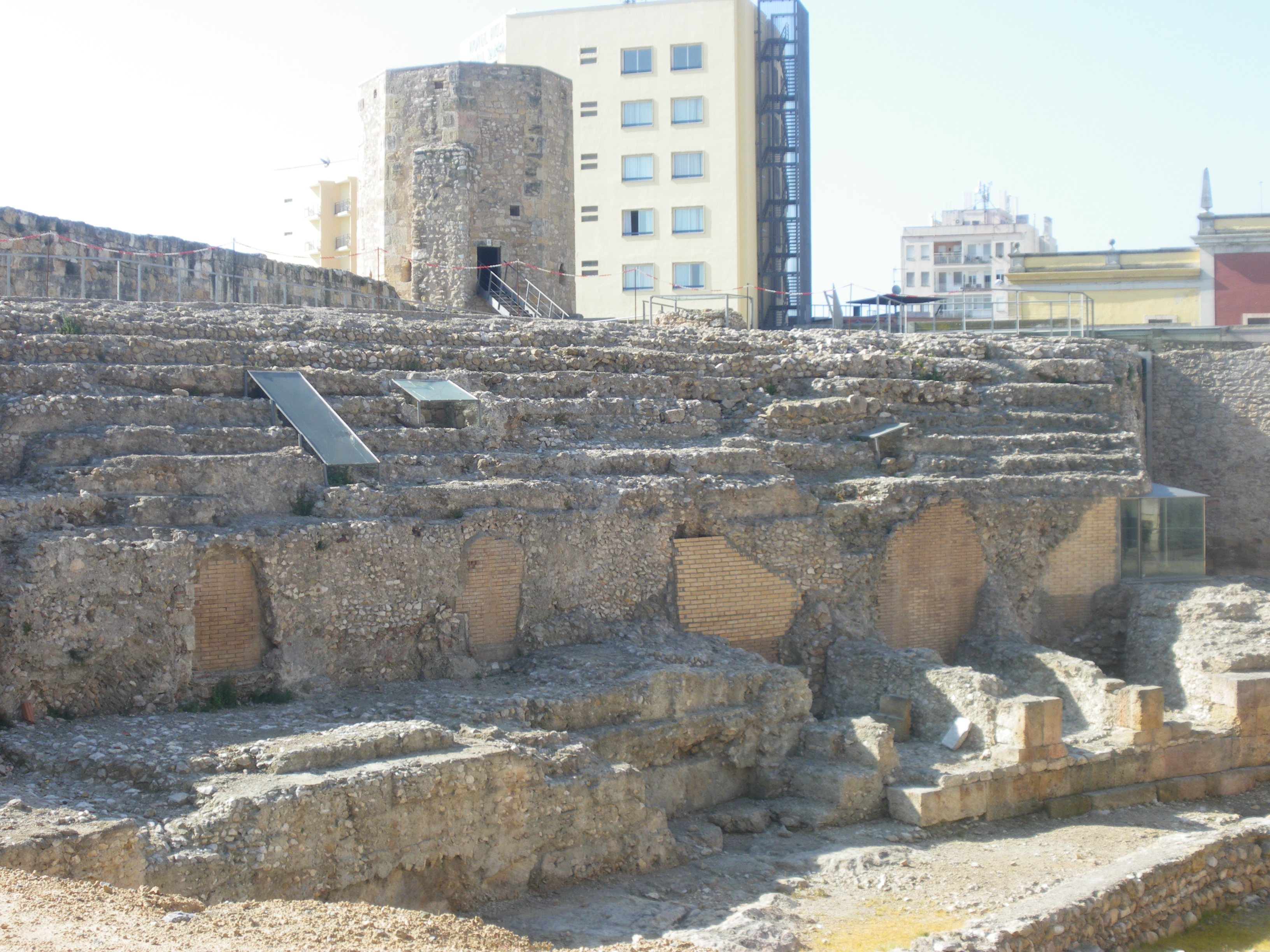
Restes archéologiques du cirque : les gradins.
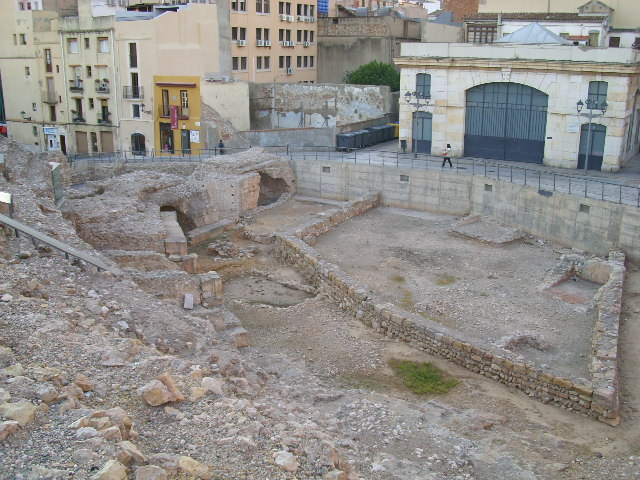
Restes archéologiques du cirque : la piste.
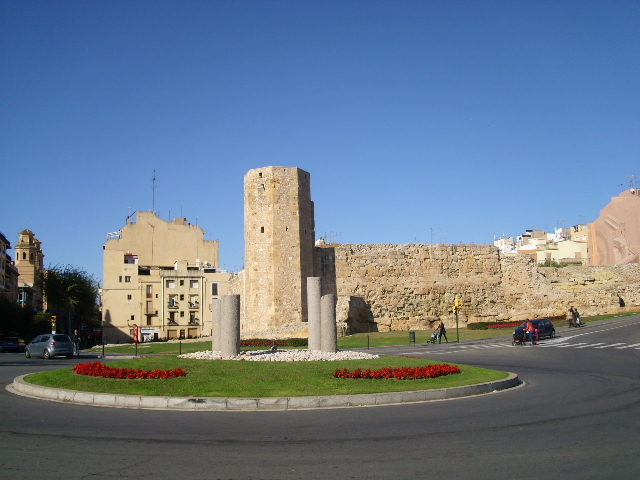
Vue extérieure.